# Rue de l'Étoile (ancienne voie de Paris)
La rue de l'Étoile est une ancienne voie de Paris qui était située dans l'ancien 9e arrondissement et qui a été absorbée en 1868 lors des travaux de réaménagements par la rue du Fauconnier.

## Origine du nom
Elle tient sa dénomination d'une maison nommée le « Château de l'Étoile » qui y était située.

## Situation
Située dans l'ancien 9e arrondissement, quartier de l'Arsenal, la rue de l'Étoile, d'une longueur de 43 mètres, commençait quai des Ormes et finissait au 1, rue de l'Hôtel-de-Ville et au 23, rue des Barrés.
Les numéros de la rue étaient noirs. Le dernier numéro impair était le no 3 et le dernier numéro pair était le no 8.

## Historique
On trouve cette voie désignée sous ces différents noms :
- rue des Barrés, parce qu'elle fait la continuation de cette rue ;
- rue des Barrières, dénomination affectée également à la rue des Barrés ;
- rue des Petites-Barrières ;
- rue Petite-Barrée ;
- ruelle descendant au Chault-du-Roy (chault = chantier);
- petite ruelle descendant au Chantier-du-Roi ;
- rue Tillebarrée ;
- rue Tête Barrée ;
- rue de l'Arche-Doré ;
- rue de l'Arche-Beaufils.

Une décision ministérielle du 13 thermidor an VI (31 juillet 1798), signée François de Neufchâteau, fixe la largeur de cette voie publique à 8 mètres. Cette largeur est portée à 12 mètres, en vertu d'une ordonnance royale du 4 août 1838.
Par arrêté en date du 2 avril 1868, la rue du Fauconnier et la rue de l'Étoile sont réunies sous le nom de « rue du Fauconnier ».